# Raphinha
Raphael Dias Belloli, mer känd som Raphinha, född 14 december 1996, är en brasiliansk fotbollsspelare som spelar för Barcelona i La Liga. Han representerar även det brasilianska landslaget.

## Klubbkarriär
Raphinha började sin karriär i Avais U20-lag. I februari 2019 flyttade han till portugisiska Vitoria G. Han har också spelat i Sporting, Rennes och Leeds.
Den 13 juli 2022 värvades Raphinha av Barcelona, där han skrev på ett femårskontrakt.

## Landslagskarriär
I november 2022 blev Raphinha uttagen i Brasiliens trupp till VM 2022.